# Konstanty Miodowicz
Konstanty Bronisław Miodowicz (Gniewkowo; 9 de Janeiro de 1951 — 23.08.2013) é um político da Polónia. Ele foi eleito para a Sejm em 25 de Setembro de 2005 no distrito de Kielce, candidato pelas listas do partido Platforma Obywatelska.
Ele também foi membro da Sejm 1997-2001 e Sejm 2001-2005.